# Radzim (województwo wielkopolskie)

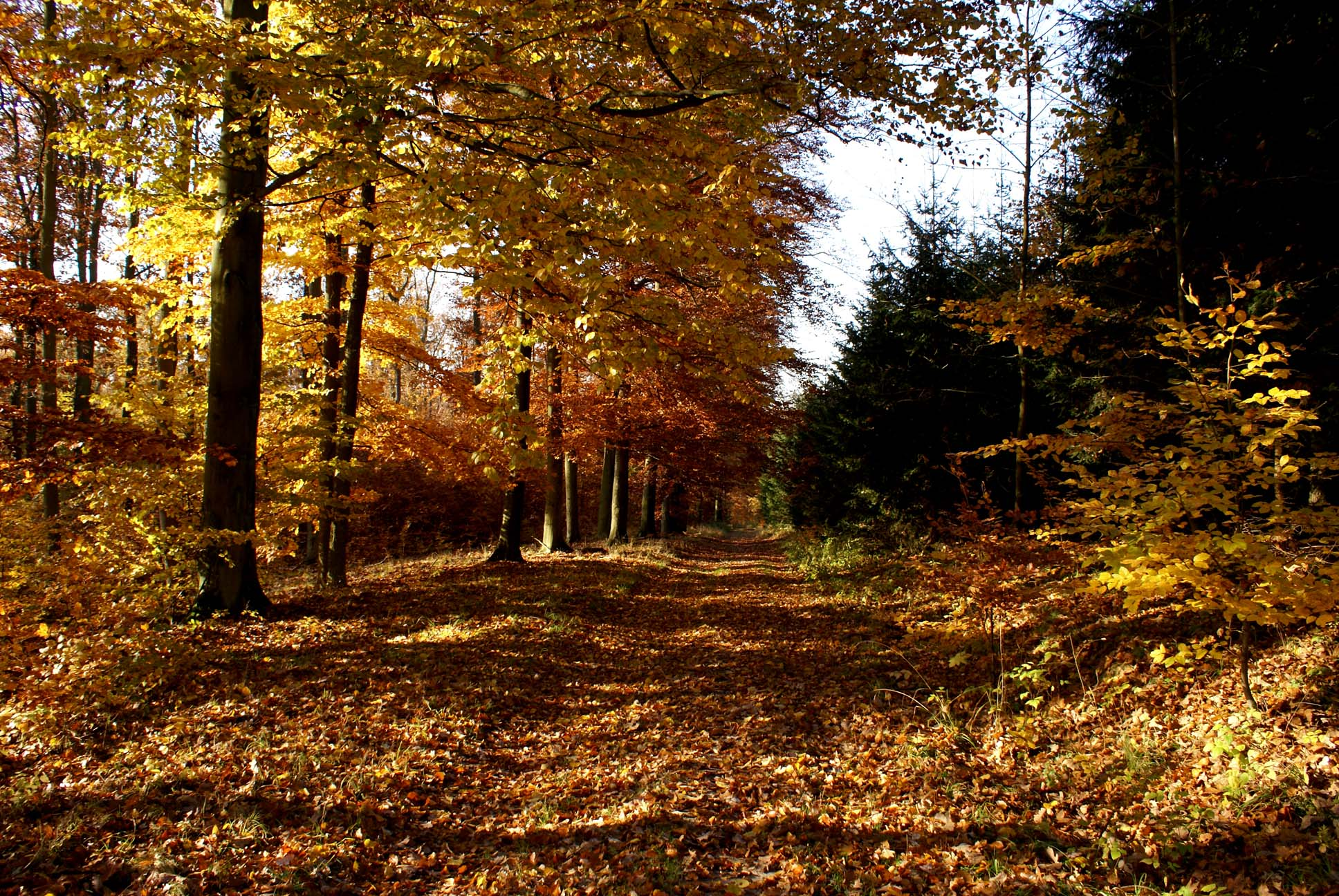
Droga na Ostrów Radzimski

Radzim – osada leśna (w średniowieczu wieś) w Polsce położona w województwie wielkopolskim, w powiecie obornickim, w gminie Oborniki.

## Historia
Miejscowość pierwotna związana była z Wielkopolską i ma metrykę średniowieczną. Istniała co najmniej od XIII wieku. Wymieniona po raz pierwszy w dokumencie zapisanym po łacinie z 1256 jako Radhim, 1271 Razym, 1280 Razim, 1294 Radim, 1360 Radzym, 1362 Raczime, 1374 Radominensis, 1383 Radzim, 1388 Radzim, 1394 odnotowano odmiejscowe nazwisko Rasimszki, 1396 Radzmiensis, 1401 nazwisko odmiejscowe Radzempsky, 1402 odmiejscowe nazwisko Raciemski, 1437 Radzinn, 1452 Radzino.
Od XIII w. istnienie osady potwierdzają źródła historyczne, donosząc o konsekracji kościoła parafialnego, wystawionego z fundacji księcia wielkopolskiego Władysława Odonica w 1236 roku. Położenie wsi w dolinie Warty, w miejscu, w którym rzeka zmienia swój bieg z południkowego na równoleżnikowy, sprzyjało rozwojowi. Już w połowie XIII w., na położonej tuż przy Radzimiu wyspie wybudowano rezydencję kasztelańską. W 1256 roku został wymieniony kasztelan radzimski – castellanus de Radhim. Przypuszczalnie budowa grodu w tym miejscu miała związek z rywalizacją książąt wielkopolskich i śląskich, gdy granica między ich posiadłościami biegła wzdłuż Warty. Koniec XIII i początek XIV w. to okres największej świetności Radzimia. W połowie XIV w. kasztelania upada, a od XVI w. wieś się systematycznie wyludnia. Wieś duchowna, własność komandorii joannitów w Poznaniu pod koniec XVI wieku leżała w powiecie poznańskim województwa poznańskiego  w Koronie Królestwa Polskiego. Kres osadnictwa na tym terenie wyznacza rozbiórka leśniczówki w latach 90. XIX wieku.

## Archeologia
Obecnie jest to teren badań archeologicznych zainwentaryzowany jako Radzim 1/7 (Starczanowo), gm. Murowana Goślina, pow. poznański, woj. wielkopolskie. Znajduje się on na wyspie, ograniczonej z jednej strony korytem rzeki Warty, z drugiej bagnistym (częściowo zasypanym w końcu XIX w.) starorzeczem. Jest oddalony o 1,5 km od wsi Starczanowo i 1 km od rezerwatu przyrodniczego Śnieżycowy Jar. Z wykopalisk wynika, że był to gródek stożkowaty. Dawniej, tj. przed regulacją rzeki w końcu XIX w., położony był na wyspie, otoczonej wodami Warty, której główny nurt opływał Ostrów Radzimski z prawej strony – dziś jest to starorzecze. Po lewej stronie rzeki (obecny teren poligonu w Biedrusku) usytuowana była wieś Radzim. Osada po lewej stronie Warty, jak i oddalone o 30 m badane stanowisko (na wyspie), położone jest w dolinie poznańskiego przełomu Warty w odległości 6 km, na północny zachód od Murowanej Gośliny.
Gród radzimski był grodem lokalnym powstałym na rubieży tzw. państwa gnieźnieńskiego na głównym szlaku wodnym państwa wczesnopiastowskiego - Warcie. Głównym celem jego istnienia była ochrona tego szlaku wodnego oraz drogi lądowej z Gniezna przez Lednicę do zachodniej granicy państwa, jak również egzekucja danin i posług. Pierwszy obiekt został spalony w połowie XI wieku, co wiązało się z kryzysem dynastii piastowskiej w latach 30. i 40. XI wieku. Relikty grodu wkrótce po jego zniszczeniu zaadaptowano na potrzeby osady otwartej. Za rządów Kazimierza Odnowiciela, w drugiej połowie XI i w XII wieku była to osada nieufortyfikowana. Pod koniec XII wieku wzniesiono tu nowy gród kasztelański, który w swej formie nawiązywał do założeń obronnych typu motte i był centralnym punktem okręgu administracyjnego o powierzchni około 350-410 km², w zasięgu którego znajdowały się m.in. opola w Objezierzu, Radzimiu, Chojnicy, a może i w Kiekrzu. Gród był prawdopodobnie związany z osobą Mieszka Starego. Zabudowa mieszkalna grodu składająca się z chat drewnianych (głównie dębowych z elementami klonowymi i topolowymi), spaliła się w pierwszej połowie XIII wieku w wyniku wojen toczących się podówczas w Wielkopolsce, ale już w drugiej połowie XIII wieku został odbudowany, co może świadczyć o jego dużym znaczeniu, zwłaszcza, że w tym okresie nastąpiła jeszcze jedna przebudowa wnętrza osady. Z tego też czasu pochodzi pierwsza pisana wzmianka o kasztelanie radzimskim Beniaminie, który rezydował tam co najmniej od 1256. Ostatecznie gród uległ zniszczeniu w pierwszej połowie XIV wieku i nie został już potem odbudowany (z pewnością nie istniał już w 1360, kiedy wieś i wyspa przekazana została przez Kazimierza Wielkiego poznańskim joannitom związanym z kościołem św. Jana Jerozolimskiego za murami). W 1383 na ostrowiu radzimskim został podpisany pokój w wojnie Grzymalitów z Nałęczami, co opisał Jan z Czarnkowa, nie wspominając już o istnieniu grodu. Jeszcze w 1843 radca ziemski powiatu obornickiego Gumpert pisał o istnieniu na wyspie fundamentów i sklepienia ogromnego gmachu jakiegoś. 
Grodem Kasztelańskim w Radzimiu opiekuje się Muzeum Pierwszych Piastów na Lednicy, które specjalnie do tego celu utworzyło „Pracownię Radzim” mieszczącą się w Bibliotece Publicznej w Murowanej Goślinie. Tam też w kilku gablotach przygotowano wystawę najciekawszych zabytków wydobytych z dworu kasztelańskiego i jego zaplecza. Co roku zmieniana jest aranżacja wystawy i zabytki ukazujące dorobek prowadzonych latem badań archeologicznych. Zwiedzający ekspozycję może poznać użytkowe i kultowe funkcje prezentowanych zabytków również dzięki dostępnej broszurze.
Całość zbioru (odkopanego w latach 2002–2009), licząca ponad 25 tys. ułamków ceramiki naczyniowej, blisko 9 tys. fragmentów kości stanowiących odpady konsumpcyjne i ponad 300 zabytków wydzielonych, przechowywana jest w magazynach Muzeum Pierwszych Piastów na Lednicy. Do najciekawszych należą: przekłuwacze, igła kościana, osełki, koser, noże, gwoździe, kabłączki skroniowe, monety – denary krzyżowe, brakteat guzikowaty, misa żelazna typu śląskiego, haczyki do łowienia ryb, ucha do wiader, okucia brązowe, sierp, krzesiwo ogniwkowe, klucz do kłódki, kamień żarnowy, przęśliki, groty od kuszy i łuku, trzewik pochwy miecza, żelazne ramie wagi szalkowej i naczynia gliniane od początków wczesnego średniowiecza po czasy wczesnonowożytne.

## Kasztelani radzimscy
1. Beniamin herbu Zaremba (1256)
2. Zbylut z Kozielska herbu Pałuka (1271)
3. Chemka herbu Pomian (1280-1294)
4. Drogosław z Bytynia herbu Drogosławic (1294)
5. Piotr z Mileszynej Górki herbu Wczele (1339-1343)
6. Markusz z Miłosławia herbu Doliwa (1362-l363)
7. Wojciech Skóra z Gaju herbu Awdaniec (1374-1382)
8. Wincenty z Pniew herbu Nałęcz (1387-1399)
9. Jarota z Wilkowa polskiego herbu Bylina (1399-1425)

## Kalendarium dziejów kasztelanii
- 1236 – Założenie parafii radzimskiej przez biskupa poznańskiego Pawła. Książę wielkopolski Władysław Odonic funduje kościół pod wezwaniem św. Mikołaja i św. Barbary.
- 1256 – Pierwsza wzmianka o kasztelanii radzimskiej. Na dokumencie księcia wielkopolskiego Przemysła I występuje jako świadek kasztelan radzimski Beniamin.
- 1294 – Ostatnia w XIII wieku wzmianka o kasztelanii radzimskiej.
- 1339 – Wzmianka o kasztelanach radzimskich (po ponad czterdziestoletniej przerwie) .
- 1360 – Król Kazimierz Wielki dokonuje wymiany dóbr z komandorią joannitów. Radzim przechodzi na własność kawalerów maltańskich.
- 1383 – W Radzimiu zostaje ustanowiony rozejm pomiędzy starostą generalnym wielkopolskim Domaratem z Iwna herbu Grzymała a stronnictwem „ziemiańskim”, któremu przewodzili Wincenty z Kępy herbu Doliwa i Sędziwój Świdwa herbu Nałęcz, przerywający działania zbrojne w wojnie domowej (tzw. wojna Nałęczów z Grzymalitami) w Wielkopolsce.
- 1425 – Umiera ostatni znany kasztelan radzimski Jarota z Wilkowa Polskiego.
- 1501 – Pożar kościoła w Radzimiu trawi wyposażenie wnętrza.
- 1781 – Komandor poznańskiej komandorii joannitów Andrzej Miaskowski przyznaje chłopom z Radzimia i Maniewa prawo do dziedzicznego posiadania uprawianej ziemi.
- 1793 – Drugi rozbiór Polski. Radzim wchodzi w skład Królestwa Prus.
- 1831 – Większość mieszkańców Radzimia umiera podczas epidemii cholery.
- 1832 – Umiera komandor Andrzej Miaskowski. Władze Pruskie przejmują majątek poznańskiej komandorii joannitów. Decyzją władz kościół pod wezwaniem św. Mikołaja i św. Barbary w Radzimiu zostaje zamknięty. Wierni z parafii radzimskiej zmuszeni są uczęszczać do kościołów w innych miejscowościach (Obornikach i Chojnicy).
- 1833 – Sprzeciw władz kościelnych przeciwko rządowej propozycji likwidacji parafii radzimskiej.
- 1842 – Rozbiórka kościoła radzimskiego (pozostaje tylko pruska leśniczówka i wyludniony folwark po plebanii).
- 1865 – Przedstawiciele władz pruskich i wysłannicy władz kościelnych dochodzą, do porozumienia w sprawie przeniesienia centrum parafii radzimskiej do Maniewa.
- 1873 – Zostaje oddany do użytku kościół w Maniewie. Koniec sporu o istnienie parafii radzimskiej.

W latach 50. XIX w. powstało leśnictwo, ale okupanci niemieccy po 1939 wysiedlili ostatniego rezydującego leśniczego, a lata-siedemdziesiąte XX w. przyniosły likwidację leśnictwa radzimskiego.